# Eomysticetidae
Az Eomysticetidae az emlősök (Mammalia) osztályának párosujjú patások (Artiodactyla) rendjébe, ezen belül a cetek (Cetacea) alrendágába tartozó fosszilis család.

## Rendszerezés
A családba az alábbi 7 nem tartozik:
- Eomysticetus Sanders & Barnes, 2002 - típusnem; késő oligocén; Dél-Karolina, USA
- Matapanui Boessenecker & Fordyce, 2016 - késő oligocén; Új-Zéland
- Micromysticetus
- Tohoraata Boessenecker & Fordyce, 2014 - késő oligocén; Új-Zéland
- Tokarahia Boessenecker & Fordyce, 2015 - késő oligocén; Új-Zéland
- Waharoa Boessenecker & Fordyce, 2015 - késő oligocén; Új-Zéland
- Yamatocetus Okazaki, 2012 - késő oligocén; Japán

## Fordítás
- Ez a szócikk részben vagy egészben  az   Eomysticetidae című angol Wikipédia-szócikk ezen változatának fordításán alapul.  Az eredeti cikk szerkesztőit annak laptörténete sorolja fel. Ez a jelzés csupán a megfogalmazás eredetét és a szerzői jogokat jelzi, nem szolgál a cikkben szereplő információk forrásmegjelöléseként.
- Ez a szócikk részben vagy egészben  a   List of extinct cetaceans#Suborder_Mysticeti című angol Wikipédia-szócikk ezen változatának fordításán alapul.  Az eredeti cikk szerkesztőit annak laptörténete sorolja fel. Ez a jelzés csupán a megfogalmazás eredetét és a szerzői jogokat jelzi, nem szolgál a cikkben szereplő információk forrásmegjelöléseként.